# حمودي الحارثي
حمودي الحارثي (1936 - 17 آب/أغسطس 2024)، هو مُمثل عراقي، وهو من أبناء الكرخ في بغداد. تعلم النجارة وهو في السادسة من عمره على يد أخيه الذي ورث المهنة عن أبيه الذي لقب بنجار الأئمة حينها لصنعه الكثير من الأبواب والشبابيك للاضرحة في الكاظمية وسامراء وكربلاء والروضة القادرية، ولمساهمته في بناء ضريح النبي حزقيال في الحلة، كما قام بعمل أثاث عائلة الأستربادي في الكاظمية وبيت النواب والشيخ خزعل شيخ المحمرة في البصرة آنذاك.

## عن حياته

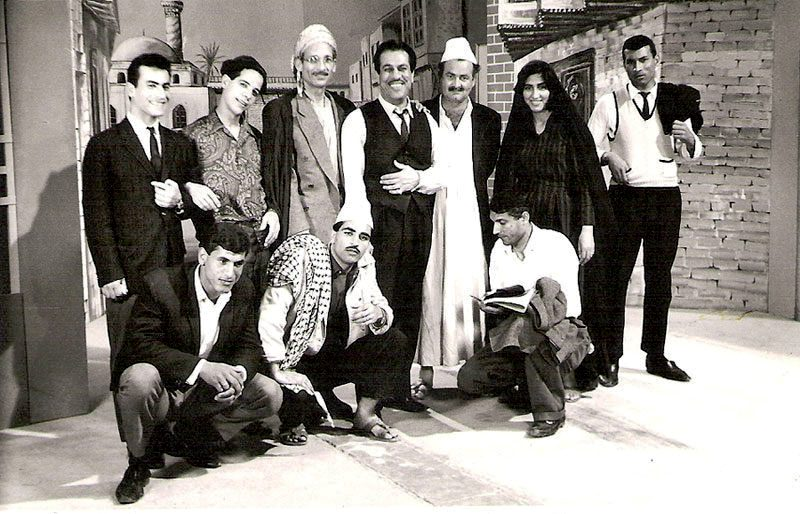
مجموعة من المساهمين في مسلسل تحت موس الحلاق، في عام 1965 يتوسط الواقفين المخرج محمد كريم والممثل سليم البصري والممثل حمودي الحارثي وبين الجلوس في الوسط صبري الربيعي.

دخل حمودي الحارثي معهد الفنون الجميلة مع الفنان جواد سليم والفنان فائق حسن حيث ترك قسم النحت والرسم وتفرغ للتمثيل والإخراج من عام 1958 ولغاية عام 1961 ومن ثم درس الفن والإخراج السينمائي لمدة عامين في فرنسا (1964-1965) وبعدها درس الفن والتمثيل السينمائي من عام (1974-1981) وهو عضو جمعية التشكيليين العراقيين.
قام بأداء أدوار كوميدية حققت لهُ شهرة كبيرة في العراق. ومن أشهر أدواره شخصية «عبوسي» في مسلسل «تحت موس الحلاق»، ولقد شارك في العديد من الأعمال المسرحية والمسلسلات والتمثيليات وأهمها: «حياة العظماء»، و«مع الخالدين»، و«كاريكاتير»، و«إلى من يهمه الأمر»، وشارك في أكثر من خمسمائة عمل إذاعي وتلفزيوني وأخرج الكثير من البرامج التلفازية منها «العلم للجميع» للأستاذ كامل الدباغ و«الرياضة في أسبوع» للأستاذ مؤيد البدري.
عند عودته من القاهرة عام 1981 أرسل إليه وزير الاعلام آنذاك طالبًا منه ان تعاد كتابة مسلسل «تحت موس الحلاق» في جزء ثانٍ وأن يشارك هو في العمل، لكن الحارثي اقترح أن يخرجه بنفسه دون المشاركة بالتمثيل، وبالفعل أعاد مع الفنان البصري كتابة النص والسيناريو. نجح العمل فنيًا ولكن الجمهور لم يتقبله لعدم وجود شخصية عبوسي فيه، وقدم هذا العمل مسرحيًا في أمريكا في خمس ولايات عام 1978 مع الفنانة غزوة الخالدي والفنان طالب القره غولي.
تزوج من المخرجة المسرحية منتهى محمد رحيم المختصة بمسرح الطفل والتي كانت تعمل في دائرة السينما والمسرح، ودام زواجهما حتى وفاتها سنة 2015.
سافر عام 1995 إلى الأردن لظروفه الاقتصادية الصعبة، وظل في الأردن لعشرة أشهر، سافر بعدها إلى هولندا لاجئًا، أقام خلالها أكثر من خمسة عشر معرضًا للنحت داخل المدن الهولندية مع خمسة عشر لقاءً جماهيريًا للعراقيين والعرب هناك، وكذلك في السويد والدنمارك وألمانيا.

## الوفاة
توفي حمودي الحارثي في السابع عشر من شهر آب/أغسطس سنة 2024م عن عمر ناهز الثامنة والثمانين أثر مرض عضال.

## وصلات خارجية
- حمودي الحارثي على موقع قاعدة بيانات الأفلام العربية